# 珓杯石

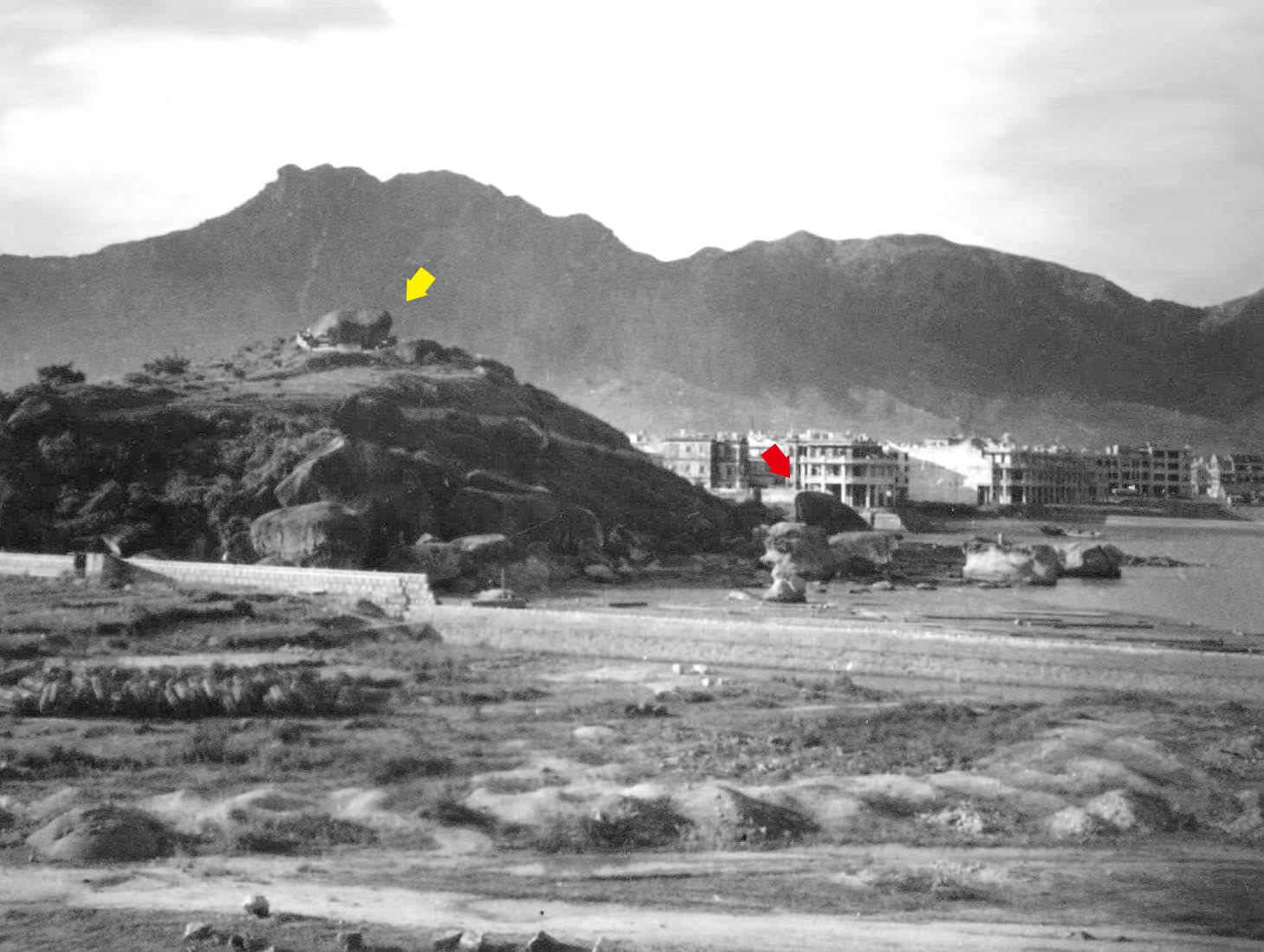
1930年代宋王臺的景象，黃色箭嘴所示為宋王臺巨石，紅色箭嘴所示的卵形礁石為珓杯石，背景為獅子山

珓杯石（英語：Kau Pui Shek），或作靠背石，是香港九龍九龍城區的地方。昔日聖山以北岸邊，有一排礁石似珓杯，因以為名。該地原有一珓杯石村不過村落已毁，大約位於今日世運道與德高道交界，九龍城二號污水泵房附近。該範圍內於1926年開闢成打石山街、珓杯石街、粵東街、粵西街、公園道、宋街、帝街、昺街及青龍街等街道，舊時有珓杯石道，由馬頭涌道分出，惟日軍當局於 1943 年因擴展啟德機場而將這一帶夷平。今日仍有一個「靠背石變電站」於太子道行車天橋底。
珓杯石已經被政府規劃成「啟德發展計劃2A及2B區」，房協及房委會會於珓杯石，分別興建大概8,720伙及1,800伙居屋及住宅發售計劃單位。若房委會的5塊居屋地皮均劃入同一屋苑管轄，將超越天水圍天盛苑的6,580伙，成為全港最多單位的居屋屋苑。目前已建有啟欣苑，隨後啟悅苑亦於2023年發售。

## 屋苑
- 啟欣苑
- 啟悅苑

## 區內道路
- 世運道
- 德高道
- 沐恩街
- 沐禮街

## 交通
| 交通路線列表                                  |
| --------------------------------------------- |
| 港鐵 - █ 屯馬綫：宋皇臺站（2021年第三季通車） |

## 外部連結
- Interim Archaeological Survey-cum-Excavation and Additional Investigation Report （页面存档备份，存于）

1. ↑  王潔恩. . 香港01. 2019-01-08  [2020-09-16]. （原始内容存档于2020-03-28） （中文（香港））.